# Yannic Thiel
Yannic Thiel (* 22. Oktober 1989 in Düsseldorf) ist ein deutscher ehemaliger Fußballspieler und Fußballtrainer.

## Karriere
Mit dem Fußballspielen begann Yannic Thiel beim SC Unterbach und wechselte dann zum VfB 03 Hilden nahe seiner Geburtsstadt Düsseldorf. Als 13-Jähriger kam er in die bayrische Landeshauptstadt München und ging dort zum Vorstadtklub SC Planegg-Krailling. Drei Jahre später ging er in die USA, zuerst nur für ein Jahr an eine High School. Dann entschloss er sich zu einem College-Studium in Hastings, Nebraska. Vier Jahre brauchte er für einen Bachelor in Economics (Wirtschaftswissenschaften). Daneben spielte er in der College-Mannschaft weiterhin intensiv Fußball.
Nach seiner Rückkehr bewarb er sich in London für einen Master-Studiengang. Gleichzeitig hielt er sich fit in der U 23 des FC Bayern München, bei dem er in seiner Zeit in Planegg vorgespielt und dabei Kontakte geknüpft hatte. Die Bayern vermittelten ihm ein Vertragsangebot des Partnervereins SpVgg Unterhaching für die 3. Liga. Thiel beschloss, den Schritt in den Profifußball zu wagen und das Studium zunächst für ein Jahr ruhen zu lassen. Tatsächlich konnte sich der Mittelfeldspieler von Anfang an in der Mannschaft behaupten. In seinem ersten Spiel zu Saisonbeginn 2011/12 kam er auch gleich zu seinem ersten Tor, das den Unterhachingern im Spiel gegen Preußen Münster den ersten Saisonpunkt brachte. Danach blieb er auch an den folgenden Spieltagen in der Startaufstellung.
Bereits nach einem Jahr verließ er Unterhaching wieder und unterschrieb beim Ligakonkurrenten VfL Osnabrück einen Zweijahresvertrag. Zur Saison 2014/15 kehrte Thiel zur SpVgg Unterhaching zurück, für die er 32-mal in der 3. Liga zum Einsatz kam. Im Sommer 2015 wechselte Thiel zur Zweitvertretung des FC Augsburg, wo er 2017 seine Aktivenkarriere beendete und beim FCA als U16-Trainer in der Jugendabteilung einstieg. Yannic Thiel ist im Besitz der DFB-Elite-Jugend-Lizenz.
Gegenwärtig ist Thiel Co-Trainer beim 1. FC Saarbrücken.